# Željko Matuš
Dr. Željko Matuš (Donja Stubica, 9. kolovoza 1935.), hrvatski nogometni reprezentativac, osvajač zlatne medalje na Olimpijskim igrama u Rimu 1960. godine.

## Klupska karijera
Karijeru je započeo u lokalnim klubovima u rodnoj Donjoj Stubici, Krapini i Oroslavju. Godine 1954. dolazi u Zagreb na školovanje i prelazi u NK Dinamo, s kojim u idućih desetak godina, 428 nastupa i 150 pogodaka, osvaja državno prvenstvo 1957./58. i tri kupa (1959./60., 1962./63. i 1964./65.).
Godine 1965. odlazi u švicarski klub Young Fellows Zürich, a 1968. u FC Zürich, u kojem ostaje do 1970. godine, kada završava profesionalnu nogometnu karijeru i poslije nastupa na dva amaterska švicarska kluba, Schwamendingen i Seebach.

## Reprezentativna karijera
Odigrao je jedinu međunarodnu utakmicu koji je hrvatska nogometna reprezentacija odigrala u vrijeme dok je bila republika bivše SFRJ (12. rujna 1956. u Zagrebu, protiv momčadi Indonezije, 5:2), kada je bio i strijelac jednog od pogodaka.
Dva puta je nastupio za B-sastav jugoslavenske reprezentacije. A u 13 nastupa i 5 pogodaka za A-sastav jugoslavenske reprezentacije ulaze i nastupi na tri velika natjecanja, prvog Europskog prvenstva u Francuskoj 1960. (gdje je i debitirao za reprezentaciju, te osvojio srebrnu medalju), Olimpijske igre u Rimu 1960. (gdje je osvojio zlatnu medalju), te Svjetsko prvenstvo u Čileu 1962.
Nakon završene igračke karijere, kratko se bavio i trenerskim poslom. Postao je i ugledni doktor stomatologije.